# Елизавета Альбертина Саксен-Гильдбурггаузенская
Елизавета Альбертина Саксен-Гильдбурггаузенская (нем. Elisabeth Albertine von Sachsen-Hildburghausen; 3 августа 1713, Хильдбургхаузен — 29 июня 1761, Нойштрелиц) — принцесса Саксен-Гильдбургхаузенская, в браке — герцогиня Мекленбург-Стрелицкая.

## Биография
Елизавета Альбертина была дочерью герцога Эрнста Фридриха I Саксен-Гильдбурггаузенского (1681—1724) от его брака с Софией Альбертиной (1683—1742), дочерью графа Георга Людвига I Эрбах-Эрбахского.
5 февраля 1735 года она вышла замуж в Айсфельде за Карла, принца Мекленбург-Стрелицкого (1708—1752), с которым она в довольно скромных условиях стала жить в Мирове. Их брак оказался счастливым. Пара способствовала новому расцвету Мирова, который был почти полностью уничтожен пожаром 1747 года. Дети получили домашнее образование благодаря стараниям Елизаветы Альбертины, которую описывали как благочестивую и прозорливую женщину, уделявшую им большое внимание.
Когда после смерти мужа и его старшего брата в 1752 году её 14-летний сын Адольф Фридрих IV стал герцогом Мекленбург-Стрелицким, Елизавета Альбертина увезла детей в окрестности Нойштрелица. Когда Адольф Фридрих унаследовал престол в декабре 1752 года, Елизавета Альбертина пытались в течение нескольких недель помочь ему вступить в свои права, так как было необходимо подтверждение императором воли покойного мужа, который назначил её опекуном их детей. Также на опекунство над молодым родственником претендовал герцог Кристиан Людвиг II Мекленбург-Шверинский, тем не менее его войска вынуждены были отступить, а большинство стрелицких правительственных чиновников присягнуло на верность новому герцогу. Фактически правление в то время было поглощено спором об опеке между обеими сторонами. Адольф Фридрих IV проживал в безопасности Грайфсвальде. Елизавета Альбертина обратилась с жалобой в правительство. Только после этого император объявил Адольфа Фридриха совершеннолетним и не нуждающимся в опекунстве.
Елизавета Альбертина давала советы сыну в вопросах политики. Вместе с ним она в июле 1755 года в целях урегулирования ратифицировала для своих несовершеннолетних детей основные положения о наследовании.
Елизавета Альбертина считалась очень разумной правительницей. Она умерла в 1761 году за два месяца до свадьбы её дочери Софии Шарлотты с английским королём, даже на смертном одре продолжая обсуждать детали её брачного контракта. С её смертью закончилась придворная жизнь в Мирове, где её семья прегулярно отдыхала в летнее время. Елизавета Альбертина была похоронена в герцогском склепе в Мирове, который стал окончательном местом её упокоения. Её гроб не сохранен.

## Семья
В браке с Карлом у Елизаветы Альбертины родилось десять детей, шестеро из которых достигли совершеннолетия:
- Кристиана (6 декабря 1735 — 31 августа 1794)
- Каролина (22 декабря 1736)
- Адольф Фридрих IV (5 мая 1738 — 2 июня 1794), герцог Мекленбург-Стрелицкий
- Елизавета Кристина (13 апреля 1739 — 9 апреля 1741)
- София Луиза (16 мая 1740 — 31 января 1742)
- Карл II (10 октября 1741 — 6 ноября 1816), герцог, позже Великий герцог Мекленбург-Стрелицкий
  - ∞ 1) 1768 принцесса Фредерика Гессен-Дармштадтская (1752—1782)
  - ∞ 2) 1785 принцесса Шарлотта Гессен-Дармштадтская (1755—1785)
- Эрнст Готтлоб Альберт (27 августа 1742 — 27 января 1814)
- София Шарлотта (19 мая 1744 — 17 ноября 1818)
  - ∞ 1761 король Георг III Великобританский (1738—1820)
- Готхельф (29 октября 1745 — 31 октября 1745)
- Георг Август (16 августа 1748 — 14 ноября 1785), императорский генерал-майор в Венгрии